# مقاطعة يوبا (كاليفورنيا)
مقاطعة يوبا (بالإنجليزية: Yuba County)‏ هي إحدى مقاطعات ولاية كاليفورنيا الأمريكية. بحسب تعداد الولايات المتحدة لعام 2010 بلغ عدد سكانها 72155 نسمة. ومقر المقاطعة ماريسفيل.
كانت واحدة من المقاطعات الأصلية في ولاية كاليفورنيا، وتشكلت في عام 1850 في وقت قيام الولاية. تم تسليم أجزاء من أراضي المقاطعة إلى مقاطعة بلاسر في عام 1851، وإلى مقاطعة نيفادا في عام 1851، وإلى مقاطعة سييرا في عام 1852.